# Akich Okola
Akich Okola (* 2. November 1937 in Maseno, Kisumu County) ist ein kenianischer Jurist.

## Leben
Zunächst arbeitete Okola 1959/1960 bei Shell in Kenia als Buchhalter, bevor er im September 1960 das Studium der Geschichte und Betriebswirtschaftslehre am Central State College in Wilberforce, Ohio aufnahm. Dieses schloss er im Mai 1964 mit einem Bachelor of Arts ab. Anschließend zog er nach Kanada und studierte von September 1965 bis Mai 1968 Rechtswissenschaften an der University of Toronto. In dieser Zeit war er Vorsitzender des Debattierclubs und arbeitete bei der Zeitschrift seiner Fakultät mit. Im Mai 1968 erlangte er mit dem Bachelor of Laws seinen zweiten Hochschulabschluss. Im darauffolgenden Jahr wurde Okola als Anwalt zugelassen. Zunächst war er in seiner eigenen Kanzlei in Toronto tätig. 1976 wechselte er in das New Yorker Büro der Anwaltskanzlei Debevoise & Plimpton, wo er sich hauptsächlich mit Fragen des Wirtschaftsrechts befasste. 1980 erhielt Okola einen Lehrauftrag an der Kenya School of Administration wo er sowohl zivil- als auch straf- und völkerrechtliche Vorlesungen abhielt. 1984 trat er als Mitarbeiter des Justizministeriums in den öffentlichen Dienst ein und beriet zwischen 1986 und 1990 verschiedene Kommissionen der kenianischen Regierung. Auf internationaler Ebene trat Okola ab 1983 als stellvertretender Vorsitzender der kenianischen Delegation in der Vorbereitungskommissionen zur Schaffung der Internationalen Meeresbodenbehörde und des Internationalen Seegerichtshofs, denen er bis 1997 angehörte.
Daneben war er von 1986 bis 1997 in einer afro-asiatischen Arbeitsgruppe aktiv, die sich mit Fragen des Seerechts auseinandersetzte und gehörte zwischen 1986 und 1994 dem Aufsichtsrat der Kenya Airways an. Von 1994 bis 1997 arbeitete Okola im Büro des Generalstaatsanwalts und war dort zuständig für Fragen des Verfassungsrechts, bevor er sich Ende des Jahres aus allen öffentlichen Ämtern zurückzog. Zwei Jahre später trat er wieder als Berater der Regierung in Erscheinung. Sein Auftrag lautete, in Zusammenarbeit mit der Weltbank die Auftragsvergabe der öffentlichen Hand auf mögliche Intransparenz zu überprüfen. 1999 übernahm er dann ein ebenfalls von der Weltbank gefördertes Vorhaben zur Reform der kenianischen Judikative. 2007 wurde Okola als Experte für die menschenrechtliche Situation in Burundi in den UN-Menschenrechtsrat berufen. Zudem gehört er dem Kenyan Public Procurement Administrative Review Board an, das die öffentliche Auftragsvergabe in seinem Heimatland überwacht.

## Sonstiges
Okola wurde 2002 von der Regierung seines Heimatlandes als Kandidat für eine Richterstelle am Internationalen Seegerichtshof in Hamburg nominiert. Jedoch konnte er in keinem der drei Wahlgänge die nötige Anzahl von Stimmen auf sich vereinigen. Er ist verheiratet und Vater von drei Kindern.

## Veröffentlichungen (Auswahl)
- Report on the human rights situation in Burundi. United Nations, Genf 2005.
- Interim report of the Independent Expert on the Human Rights Situation in Burundi, Akich Okola. United Nations, Genf 2007.